# مانويل فينيغرا
مانويل فينيغرا (بالإسبانية: Manuel Viniegra)‏ (26 أبريل 1988 بمونتيري في المكسيك - ) هو لاعب كرة قدم مكسيكي في مركز الوسط. شارك مع منتخب المكسيك لكرة القدم. أما مع النوادي، فقد لعب مع أتلانتي إف سي وتايجرز أونال.

## روابط خارجية
- مانويل فينيغرا على موقع قاعدة بيانات كرة القدم.إي يو (الإنجليزية)
- مانويل فينيغرا على موقع ناشيونال فوتبول تيمز (الإنجليزية)
- مانويل فينيغرا على موقع Soccerway.com (الإنجليزية)
- مانويل فينيغرا على موقع AS.com (الإسبانية)